# Androctonus kunti
Espèce
Androctonus kunti est une espèce de scorpions de la famille des Buthidae.

## Distribution
Cette espèce est endémique de Turquie. Elle se rencontre dans les provinces d'Iğdır et de Kars .

## Description
Le mâle holotype mesure 80,34 mm et la femelle paratype 81,86 mm.

## Systématique et taxinomie
Cette espèce a été décrite par en Yağmur, 2023.

## Étymologie
Cette espèce est nommée en l'honneur de Kadir Boğaç Kunt.

## Publication originale
- Yağmur, 2023 : « Androctonus kunti sp. n. from Iğdır Province, Turkey (Scorpiones: Buthidae). » Euscorpius, no 371, p. 1-23 (texte intégral).